# Pancrustacea
Pancrustacea är en klad, som innehåller alla kräftdjur och sexfotingar (insekter m.fl.). Nyare forskning har visat att den traditionella gruppen "kräftdjur" är parafyletisk och att insekter m.fl. i själva verket måste placeras som en undergrupp till denna, som visas i nedanstående kladogram..
Motsatsen till Pancrustaceateorin är en modell i vilken mångfotingar och sexfotingar är systergrupper, och kräftdjuren mera avlägset släkt med dessa. Den förmodade kladen av mångfotingar och sexfotingar kallades antingen enkelbensleddjur, Uniramia, (baserat på deras ogrenade extremiteter, till skillnad från kräftdjurens Y-formiga extremiteter), eller trakédjur, Tracheata (baserat på att båda grupperna andas med trakéer). Ingen av dessa båda karaktärer anses dock idag vara en äkta  synapomorfi.
Kladen Pancrustacea stöds av både molekylära data och morfologiska karaktärer. För närvarande är Pancrustaceateorin allmänt accepterad bland specialister.
| Vericrustacea | Branchiopoda (bladfotingar) Copepoda (hoppkräftor) Malacostraca (högre kräftdjur) Thecostraca |
|               | Branchiopoda (bladfotingar) Copepoda (hoppkräftor) Malacostraca (högre kräftdjur) Thecostraca |
| Miracrustacea | \| Xenocarida \| Remipedia Cephalocarida \| \| \| Remipedia Cephalocarida \| \| Hexapoda \| Collembola (hoppstjärtar) Diplura (larvborstsvansar) Insecta (insekter) \| \| \| Collembola (hoppstjärtar) Diplura (larvborstsvansar) Insecta (insekter) \| |
|               | \| Xenocarida \| Remipedia Cephalocarida \| \| \| Remipedia Cephalocarida \| \| Hexapoda \| Collembola (hoppstjärtar) Diplura (larvborstsvansar) Insecta (insekter) \| \| \| Collembola (hoppstjärtar) Diplura (larvborstsvansar) Insecta (insekter) \| |
| Xenocarida    | Remipedia Cephalocarida |
|               | Remipedia Cephalocarida |
| Hexapoda      | Collembola (hoppstjärtar) Diplura (larvborstsvansar) Insecta (insekter) |
|               | Collembola (hoppstjärtar) Diplura (larvborstsvansar) Insecta (insekter) |

| Xenocarida | Remipedia Cephalocarida                                                 |
|            | Remipedia Cephalocarida                                                 |
| Hexapoda   | Collembola (hoppstjärtar) Diplura (larvborstsvansar) Insecta (insekter) |
|            | Collembola (hoppstjärtar) Diplura (larvborstsvansar) Insecta (insekter) |

| Vericrustacea | Branchiopoda (bladfotingar) Copepoda (hoppkräftor) Malacostraca (högre kräftdjur) Thecostraca |
|               | Branchiopoda (bladfotingar) Copepoda (hoppkräftor) Malacostraca (högre kräftdjur) Thecostraca |
| Miracrustacea | \| Xenocarida \| Remipedia Cephalocarida \| \| \| Remipedia Cephalocarida \| \| Hexapoda \| Collembola (hoppstjärtar) Diplura (larvborstsvansar) Insecta (insekter) \| \| \| Collembola (hoppstjärtar) Diplura (larvborstsvansar) Insecta (insekter) \| |
|               | \| Xenocarida \| Remipedia Cephalocarida \| \| \| Remipedia Cephalocarida \| \| Hexapoda \| Collembola (hoppstjärtar) Diplura (larvborstsvansar) Insecta (insekter) \| \| \| Collembola (hoppstjärtar) Diplura (larvborstsvansar) Insecta (insekter) \| |
| Xenocarida    | Remipedia Cephalocarida |
|               | Remipedia Cephalocarida |
| Hexapoda      | Collembola (hoppstjärtar) Diplura (larvborstsvansar) Insecta (insekter) |
|               | Collembola (hoppstjärtar) Diplura (larvborstsvansar) Insecta (insekter) |

| Xenocarida | Remipedia Cephalocarida                                                 |
|            | Remipedia Cephalocarida                                                 |
| Hexapoda   | Collembola (hoppstjärtar) Diplura (larvborstsvansar) Insecta (insekter) |
|            | Collembola (hoppstjärtar) Diplura (larvborstsvansar) Insecta (insekter) |

| Vericrustacea | Branchiopoda (bladfotingar) Copepoda (hoppkräftor) Malacostraca (högre kräftdjur) Thecostraca |
|               | Branchiopoda (bladfotingar) Copepoda (hoppkräftor) Malacostraca (högre kräftdjur) Thecostraca |
| Miracrustacea | \| Xenocarida \| Remipedia Cephalocarida \| \| \| Remipedia Cephalocarida \| \| Hexapoda \| Collembola (hoppstjärtar) Diplura (larvborstsvansar) Insecta (insekter) \| \| \| Collembola (hoppstjärtar) Diplura (larvborstsvansar) Insecta (insekter) \| |
|               | \| Xenocarida \| Remipedia Cephalocarida \| \| \| Remipedia Cephalocarida \| \| Hexapoda \| Collembola (hoppstjärtar) Diplura (larvborstsvansar) Insecta (insekter) \| \| \| Collembola (hoppstjärtar) Diplura (larvborstsvansar) Insecta (insekter) \| |
| Xenocarida    | Remipedia Cephalocarida |
|               | Remipedia Cephalocarida |
| Hexapoda      | Collembola (hoppstjärtar) Diplura (larvborstsvansar) Insecta (insekter) |
|               | Collembola (hoppstjärtar) Diplura (larvborstsvansar) Insecta (insekter) |

| Xenocarida | Remipedia Cephalocarida                                                 |
|            | Remipedia Cephalocarida                                                 |
| Hexapoda   | Collembola (hoppstjärtar) Diplura (larvborstsvansar) Insecta (insekter) |
|            | Collembola (hoppstjärtar) Diplura (larvborstsvansar) Insecta (insekter) |

| Vericrustacea | Branchiopoda (bladfotingar) Copepoda (hoppkräftor) Malacostraca (högre kräftdjur) Thecostraca |
|               | Branchiopoda (bladfotingar) Copepoda (hoppkräftor) Malacostraca (högre kräftdjur) Thecostraca |
| Miracrustacea | \| Xenocarida \| Remipedia Cephalocarida \| \| \| Remipedia Cephalocarida \| \| Hexapoda \| Collembola (hoppstjärtar) Diplura (larvborstsvansar) Insecta (insekter) \| \| \| Collembola (hoppstjärtar) Diplura (larvborstsvansar) Insecta (insekter) \| |
|               | \| Xenocarida \| Remipedia Cephalocarida \| \| \| Remipedia Cephalocarida \| \| Hexapoda \| Collembola (hoppstjärtar) Diplura (larvborstsvansar) Insecta (insekter) \| \| \| Collembola (hoppstjärtar) Diplura (larvborstsvansar) Insecta (insekter) \| |
| Xenocarida    | Remipedia Cephalocarida |
|               | Remipedia Cephalocarida |
| Hexapoda      | Collembola (hoppstjärtar) Diplura (larvborstsvansar) Insecta (insekter) |
|               | Collembola (hoppstjärtar) Diplura (larvborstsvansar) Insecta (insekter) |

| Xenocarida | Remipedia Cephalocarida                                                 |
|            | Remipedia Cephalocarida                                                 |
| Hexapoda   | Collembola (hoppstjärtar) Diplura (larvborstsvansar) Insecta (insekter) |
|            | Collembola (hoppstjärtar) Diplura (larvborstsvansar) Insecta (insekter) |

Hur Pancrustacea placeras i ett större sammanhang framgår av nedanstående kladogram:
|  | Branchiopoda, Copepoda, Malacostraca, Thecostraca                     |
|  |                                                                       |
|  | \| \| Remipedia, Cephalocarida \| \| \| \| \| \| Hexapoda \| \| \| \| |
|  |                                                                       |
|  | Remipedia, Cephalocarida                                              |
|  |                                                                       |
|  | Hexapoda                                                              |
|  |                                                                       |

|  | Remipedia, Cephalocarida |
|  |                          |
|  | Hexapoda                 |
|  |                          |

|  | Branchiopoda, Copepoda, Malacostraca, Thecostraca                     |
|  |                                                                       |
|  | \| \| Remipedia, Cephalocarida \| \| \| \| \| \| Hexapoda \| \| \| \| |
|  |                                                                       |
|  | Remipedia, Cephalocarida                                              |
|  |                                                                       |
|  | Hexapoda                                                              |
|  |                                                                       |

|  | Remipedia, Cephalocarida |
|  |                          |
|  | Hexapoda                 |
|  |                          |

|  | Branchiopoda, Copepoda, Malacostraca, Thecostraca                     |
|  |                                                                       |
|  | \| \| Remipedia, Cephalocarida \| \| \| \| \| \| Hexapoda \| \| \| \| |
|  |                                                                       |
|  | Remipedia, Cephalocarida                                              |
|  |                                                                       |
|  | Hexapoda                                                              |
|  |                                                                       |

|  | Remipedia, Cephalocarida |
|  |                          |
|  | Hexapoda                 |
|  |                          |

|  | Branchiopoda, Copepoda, Malacostraca, Thecostraca                     |
|  |                                                                       |
|  | \| \| Remipedia, Cephalocarida \| \| \| \| \| \| Hexapoda \| \| \| \| |
|  |                                                                       |
|  | Remipedia, Cephalocarida                                              |
|  |                                                                       |
|  | Hexapoda                                                              |
|  |                                                                       |

|  | Remipedia, Cephalocarida |
|  |                          |
|  | Hexapoda                 |
|  |                          |

|  | Branchiopoda, Copepoda, Malacostraca, Thecostraca                     |
|  |                                                                       |
|  | \| \| Remipedia, Cephalocarida \| \| \| \| \| \| Hexapoda \| \| \| \| |
|  |                                                                       |
|  | Remipedia, Cephalocarida                                              |
|  |                                                                       |
|  | Hexapoda                                                              |
|  |                                                                       |

|  | Remipedia, Cephalocarida |
|  |                          |
|  | Hexapoda                 |
|  |                          |

|  | Branchiopoda, Copepoda, Malacostraca, Thecostraca                     |
|  |                                                                       |
|  | \| \| Remipedia, Cephalocarida \| \| \| \| \| \| Hexapoda \| \| \| \| |
|  |                                                                       |
|  | Remipedia, Cephalocarida                                              |
|  |                                                                       |
|  | Hexapoda                                                              |
|  |                                                                       |

|  | Remipedia, Cephalocarida |
|  |                          |
|  | Hexapoda                 |
|  |                          |

|  | Branchiopoda, Copepoda, Malacostraca, Thecostraca                     |
|  |                                                                       |
|  | \| \| Remipedia, Cephalocarida \| \| \| \| \| \| Hexapoda \| \| \| \| |
|  |                                                                       |
|  | Remipedia, Cephalocarida                                              |
|  |                                                                       |
|  | Hexapoda                                                              |
|  |                                                                       |

|  | Remipedia, Cephalocarida |
|  |                          |
|  | Hexapoda                 |
|  |                          |

|  | Branchiopoda, Copepoda, Malacostraca, Thecostraca                     |
|  |                                                                       |
|  | \| \| Remipedia, Cephalocarida \| \| \| \| \| \| Hexapoda \| \| \| \| |
|  |                                                                       |
|  | Remipedia, Cephalocarida                                              |
|  |                                                                       |
|  | Hexapoda                                                              |
|  |                                                                       |

|  | Remipedia, Cephalocarida |
|  |                          |
|  | Hexapoda                 |
|  |                          |

|  | Branchiopoda, Copepoda, Malacostraca, Thecostraca                     |
|  |                                                                       |
|  | \| \| Remipedia, Cephalocarida \| \| \| \| \| \| Hexapoda \| \| \| \| |
|  |                                                                       |
|  | Remipedia, Cephalocarida                                              |
|  |                                                                       |
|  | Hexapoda                                                              |
|  |                                                                       |

|  | Remipedia, Cephalocarida |
|  |                          |
|  | Hexapoda                 |
|  |                          |

|  | Branchiopoda, Copepoda, Malacostraca, Thecostraca                     |
|  |                                                                       |
|  | \| \| Remipedia, Cephalocarida \| \| \| \| \| \| Hexapoda \| \| \| \| |
|  |                                                                       |
|  | Remipedia, Cephalocarida                                              |
|  |                                                                       |
|  | Hexapoda                                                              |
|  |                                                                       |

|  | Remipedia, Cephalocarida |
|  |                          |
|  | Hexapoda                 |
|  |                          |

|  | Branchiopoda, Copepoda, Malacostraca, Thecostraca                     |
|  |                                                                       |
|  | \| \| Remipedia, Cephalocarida \| \| \| \| \| \| Hexapoda \| \| \| \| |
|  |                                                                       |
|  | Remipedia, Cephalocarida                                              |
|  |                                                                       |
|  | Hexapoda                                                              |
|  |                                                                       |

|  | Remipedia, Cephalocarida |
|  |                          |
|  | Hexapoda                 |
|  |                          |

|  | Branchiopoda, Copepoda, Malacostraca, Thecostraca                     |
|  |                                                                       |
|  | \| \| Remipedia, Cephalocarida \| \| \| \| \| \| Hexapoda \| \| \| \| |
|  |                                                                       |
|  | Remipedia, Cephalocarida                                              |
|  |                                                                       |
|  | Hexapoda                                                              |
|  |                                                                       |

|  | Remipedia, Cephalocarida |
|  |                          |
|  | Hexapoda                 |
|  |                          |

|  | Branchiopoda, Copepoda, Malacostraca, Thecostraca                     |
|  |                                                                       |
|  | \| \| Remipedia, Cephalocarida \| \| \| \| \| \| Hexapoda \| \| \| \| |
|  |                                                                       |
|  | Remipedia, Cephalocarida                                              |
|  |                                                                       |
|  | Hexapoda                                                              |
|  |                                                                       |

|  | Remipedia, Cephalocarida |
|  |                          |
|  | Hexapoda                 |
|  |                          |

|  | Branchiopoda, Copepoda, Malacostraca, Thecostraca                     |
|  |                                                                       |
|  | \| \| Remipedia, Cephalocarida \| \| \| \| \| \| Hexapoda \| \| \| \| |
|  |                                                                       |
|  | Remipedia, Cephalocarida                                              |
|  |                                                                       |
|  | Hexapoda                                                              |
|  |                                                                       |

|  | Remipedia, Cephalocarida |
|  |                          |
|  | Hexapoda                 |
|  |                          |

|  | Branchiopoda, Copepoda, Malacostraca, Thecostraca                     |
|  |                                                                       |
|  | \| \| Remipedia, Cephalocarida \| \| \| \| \| \| Hexapoda \| \| \| \| |
|  |                                                                       |
|  | Remipedia, Cephalocarida                                              |
|  |                                                                       |
|  | Hexapoda                                                              |
|  |                                                                       |

|  | Remipedia, Cephalocarida |
|  |                          |
|  | Hexapoda                 |
|  |                          |

|  | Branchiopoda, Copepoda, Malacostraca, Thecostraca                     |
|  |                                                                       |
|  | \| \| Remipedia, Cephalocarida \| \| \| \| \| \| Hexapoda \| \| \| \| |
|  |                                                                       |
|  | Remipedia, Cephalocarida                                              |
|  |                                                                       |
|  | Hexapoda                                                              |
|  |                                                                       |

|  | Remipedia, Cephalocarida |
|  |                          |
|  | Hexapoda                 |
|  |                          |